# Pseudohynobius
Pseudohynobius – rodzaj płazów ogoniastych z podrodziny Hynobiinae w rodzinie kątozębnych (Hynobiidae).

## Zasięg występowania
Rodzaj obejmuje gatunki występujące w zachodnim Hubei, północnym Kuejczou i Syczuan.

## Systematyka

### Etymologia
- Pseudohynobius: gr. ψευδος pseudos „fałszywy”; rodzaj Hynobius Tschudi, 1838[5].
- Protohynobius: gr. πρωτο- prōto- „pierwszy, świeży”; rodzaj Hynobius Tschudi, 1838[5]. Gatunek typowy:  Protohynobius puxiongensis Fei & Ye, 2000.

### Podział systematyczny
Do rodzaju należą następujące gatunki:
- Pseudohynobius flavomaculatus (Hu & Fei, 1978)
- Pseudohynobius guizhouensis Li, Tian & Gu, 2010
- Pseudohynobius jinfo[6] Wei, Xiong & Zeng, 2009
- Pseudohynobius kuankuoshuiensis Xu & Zeng, 2007
- Pseudohynobius puxiongensis (Fei & Ye, 2000)
- Pseudohynobius shuichengensis Tian, Gu, Li, Sun & Li, 1998